# Sibiřský trakt

Mapa Sibiřského traktu

Sibiřský trakt (rusky Сиби́рский тракт), též Moskevský trakt (Московский тракт), Moskevsko-irkutský trakt (Московско-Иркутский тракт), Moskevsko-sibiřský trakt (Московско-Сибирский тракт), Veliký trakt (Великий тракт) či Velký trakt (Большой тракт) je označení pro bývalou pozemní přepravní obchodní cestu mezi evropskou částí Ruska, Sibiří a Čínou. Měl velký vliv na kolonizaci Sibiře Ruskem a rozvoj Sibiře.

## Průběh
Sibiřský trakt vycházel z Moskvy a pokračoval přes Murom, Kozmoděmjansk, Kazaň, Osu, Perm, Kungur, Jekatěrinburg, Ťumeň, Tobolsk, Taru, Kainsk, Kolyvaň, Tomsk, Jenisejsk, Irkutsk, Věrchněudinsk do Něrčinska.
Ve Věrchněudinsku odbočovala větev cesty na jih, do Kjachty na rusko-čínské hranici, a dále tato větev (později nazvaná Čajová stezka, Чайный путь, Čajnyj puť) pokračovala přes Vnější a Vnitřní Mongolsko do Kalganu na hranici Mongolska a vlastní Číny. Po této větvi sibiřského traktu se od roku 1727 až do konce 19. století realizovala hlavní masa obchodu mezi Ruskem a Čínou.
Na počátku 19. stol. se trasa Sibiřského traktu posunula na jih, z Ťumeně běžel přes Jalutorovsk, Išim, Omsk, Tomsk, Ačinsk a Krasnojarsk do Irkutsku.

## Dějiny

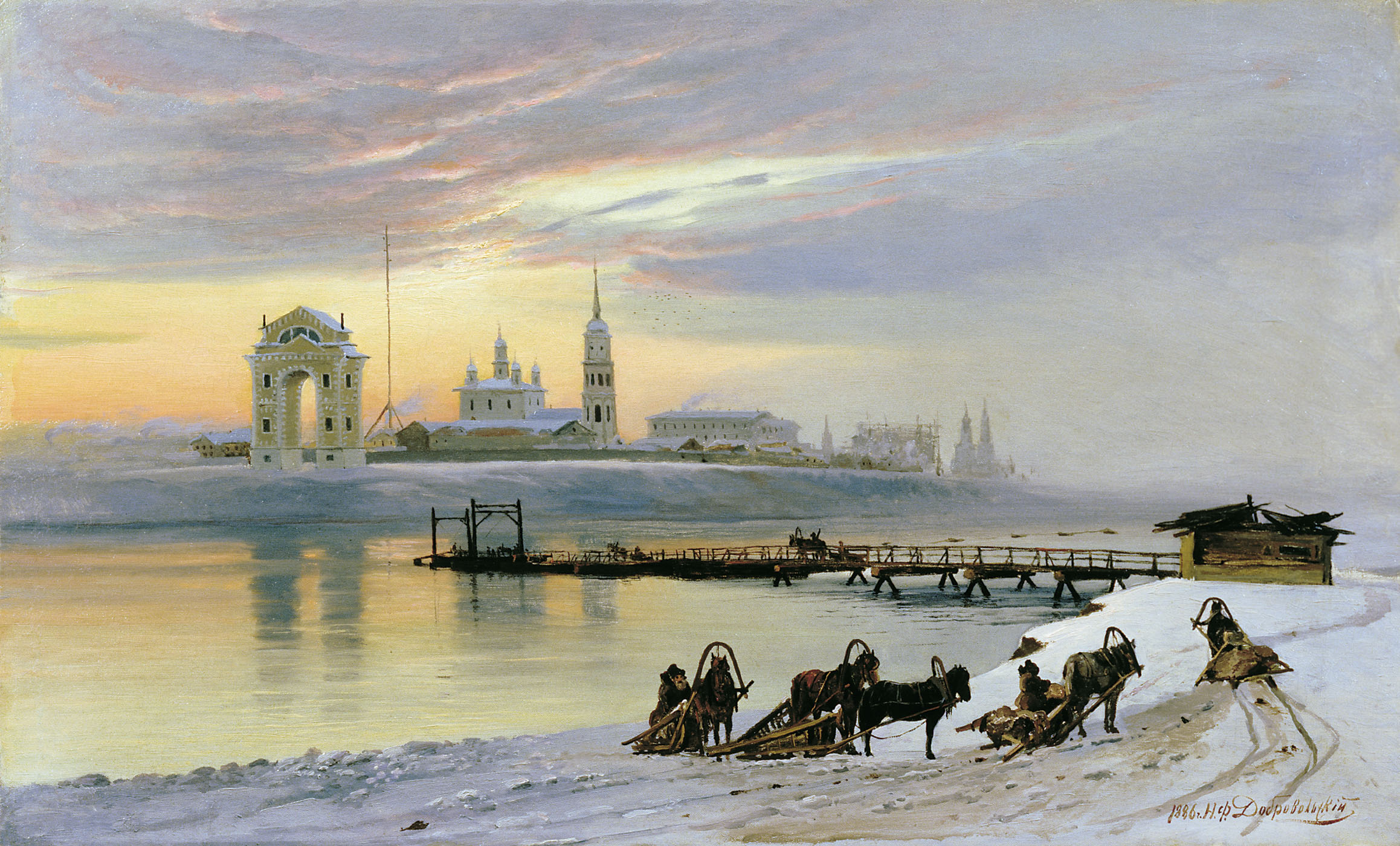
„Překračování Angary v Irkutsku“ (obraz z roku 1886)

Koncem roku 1689 vyšlo carské nařízení o zřízení cesty, spojující střední Rus se Sibiří. Budování cesty však započalo až v roce 1730 a bylo zakončeno v polovině 19. století. Sibiřský trakt nahradil Babinovskou cestu, která byla po dvě stě let jediným spojením mezi evropskou částí Ruska a Asií.
Na konci 19. století již Sibiřský trakt neuspokojoval přepravní nároky ruské ekonomiky. Začala proto stavba Transsibiřské magistrály, která Sibiřský trakt nahradila.